# Mustamäe

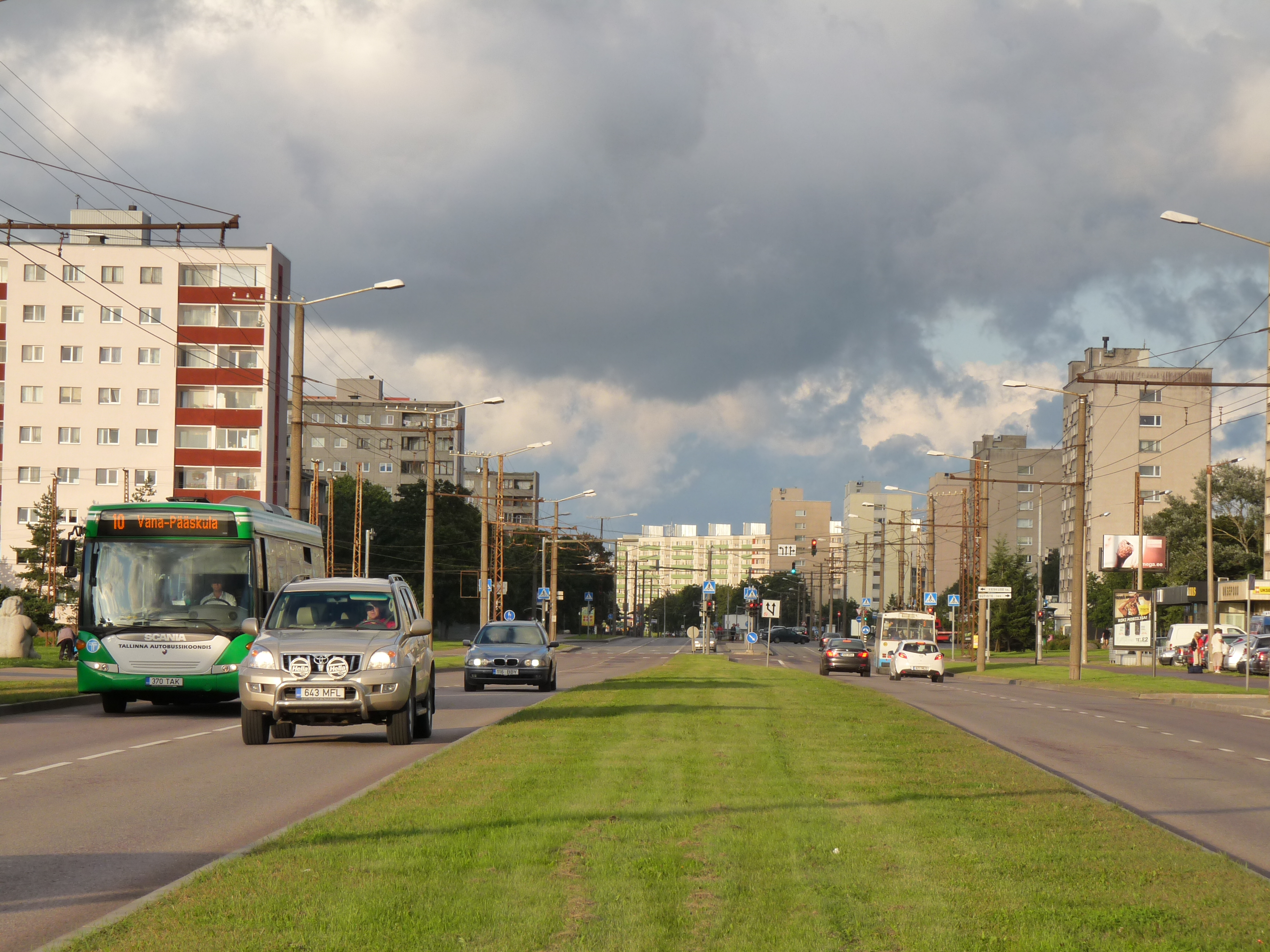
Sõpruse

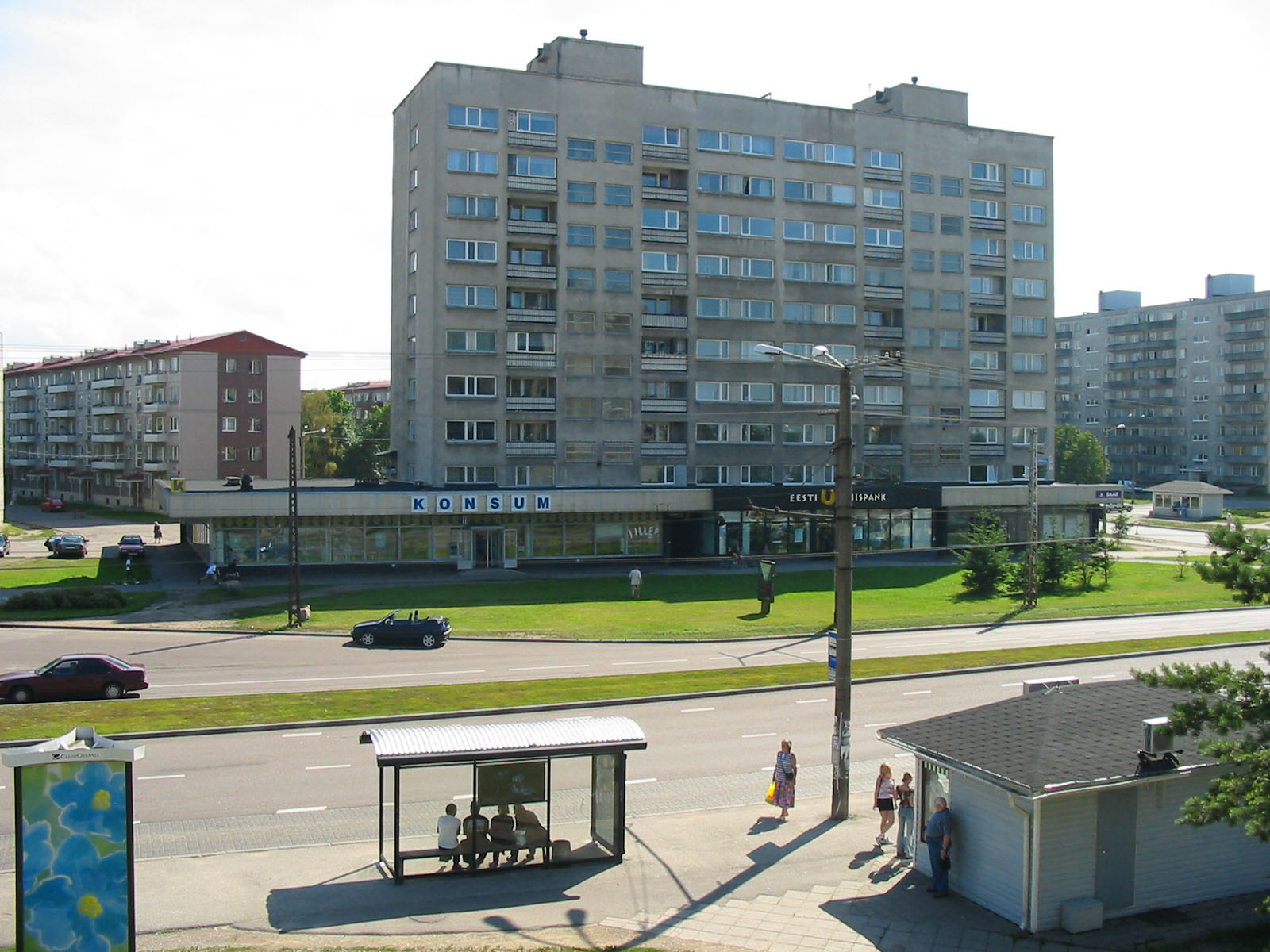
Mustamäe (verano de 2003).

Mustamäe es un distrito (en estonio linnaosa) de Tallin, la capital de Estonia.
Se encuentra a unos 5 km al suroeste del centro de la ciudad de Tallin. Limita con los distritos de Haabersti, Nõmme y Kristiine. Con 8,1 km², es el más pequeño de los ocho distritos de Tallin. Mustamäe tiene 64.243 habitantes (a 1 de enero de 2008) y se divide en cuatro subdistritos (en estonio asumid): Kadaka, Mustamäe, Siili y Sääse.
Mustamäe se compone principalmente de bloques de pisos prefabricados de estilo soviético de entre 5 y 9 plantas, construidos entre 1962 y 1973. Un sistema de trolebús comunica Mustamäe con otras partes de la ciudad.
En Mustamäe se encuentra el campus de la Universidad Técnica de Tallin, la sede de la empresa energética Eesti Energia y el Hospital Regional de Mustamäe.

## Evolución demográfica
| Año  | Población a 1 de enero |
| ---- | ---------------------- |
| 2003 | 62 993                 |
| 2004 | 64 918                 |
| 2005 | 65 837                 |
| 2006 | 65 692                 |
| 2007 | 64 560                 |
| 2008 | 64 243                 |
| 2009 | 64 339                 |